# Palencia (Guatemala)
Palencia è un comune del Guatemala facente parte del dipartimento di Guatemala.